# Otakar Nožíř
Otakar Nožíř (Ledeč nad Sázavou, 12 de março de 1917 - 2 de setembro de 2006) foi um futebolista checo que atuava como meia.

## Carreira
Otakar Nožíř fez parte do elenco da Seleção Checoslovaca de Futebol, na Copa de 1938. 